# SMS Tegetthoff (1912)
La SMS Tegetthoff fu una nave da battaglia tipo dreadnought della k.u.k. Kriegsmarine (imperiale e regia Marina austro-ungarica), entrata in servizio nel settembre 1913 come seconda unità dell'omonima classe di navi da battaglia assieme alle gemelle Szent István, Viribus Unitis e Prinz Eugen.
Attiva durante la prima guerra mondiale, la nave partecipò a pochissime azioni belliche tra cui il bombardamento della costa adriatica del 24 maggio 1915 e lo scontro di Premuda del 10 giugno 1918; alla fine del conflitto fu assegnata al Regno d'Italia come preda di guerra, finendo per essere smantellata tra il 1924 e il 1925.

## Storia

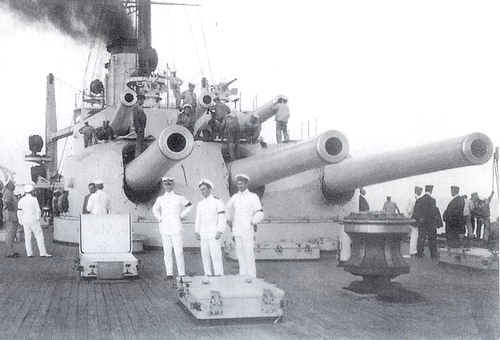
I cannoni Škoda 30,5 cm K10 da 305/45 mm della nave

Impostata presso i cantieri dello Stabilimento Tecnico Triestino il 24 settembre 1910 (tre mesi dopo la capoclasse Viribus Unitis, in costruzione nello scalo vicino), la nave fu varata il 21 marzo 1912 con il nome di Tegetthoff in onore dell'omonimo ammiraglio austro-ungarico artefice della vittoria nella battaglia di Lissa. Nella Marina austro-ungarica era già in servizio un'altra unità con quel nome, una nave corazzata del 1878 che quello stesso anno fu ribattezzata Mars per lasciare libero il nominativo per la nuova unità. La nave entrò poi in servizio il 21 luglio 1913 venendo assegnata, con le altre unità della sua classe, alla I Divisione da battaglia della flotta austro-ungarica di base a Pola.
Il 7 agosto 1914, poco dopo l'inizio della prima guerra mondiale, la Tegetthoff prese il mare con una grossa formazione da battaglia austro-ungarica agli ordini dell'ammiraglio Anton Haus dirigendo verso il Canale d'Otranto: lo scopo della sortita era quello di proteggere l'eventuale rientro nel Mare Adriatico delle due unità da battaglia tedesche schierate nel mar Mediterraneo, l'incrociatore da battaglia SMS Goeben e l'incrociatore leggero SMS Breslau, ma queste preferirono invece dirigere verso la zona dei Dardanelli e le navi di Haus fecero ritorno a Pola due giorni dopo senza essere impegnate in alcuna azione. Visto lo strapotere delle flotte riunite di Francia e Regno Unito nel Mediterraneo, la flotta austro-ungarica rimase chiusa nelle sue basi senza impegnare in alcuna azione bellica le sue unità maggiori; al momento dell'entrata in guerra del Regno d'Italia il 24 maggio 1915, tuttavia, l'ammiraglio Haus decise di attuare un piano da tempo preparato per un raid di tutta la flotta contro vari obiettivi lungo le coste italiane affacciate sull'Adriatico: salpata da Pola la notte del 23 maggio, la I Divisione austro-ungarica con la Tegetthoff, la Viribus Unitis e la Prinz Eugen bombardò a partire dalle 04:25 del 24 maggio il porto e la città di Ancona, distruggendo magazzini e depositi di carburante e centrando un piroscafo ancorato in porto, per poi rientrare alla base senza problemi.

La nave in demolizione alla Spezia

Per quasi tutto il resto della guerra la Tegetthoff, come del resto tutte le navi da battaglia austro-ungariche, rimase praticamente inattiva, alternando l'ormeggio alla base di Pola con qualche uscita in mare per brevi esercitazioni nel canale di Fasana. Solo nel giugno del 1918 il nuovo comandante della flotta austro-ungarica, l'ammiraglio Miklós Horthy, decise di rischiare una sortita di tutta la squadra da battaglia con obiettivo il blocco del Canale d'Otranto allestito dagli Alleati; la Tegetthoff salpò da Pola la notte tra l'8 e il 9 giugno in compagnia della Szent István e la scorta del cacciatorpediniere Velebit e di sei torpediniere, ma la mattina del 10 giugno la formazione fu attaccata nelle acque dell'isola di Premuda da due MAS italiani: uno dei battelli centrò la Szent István con due siluri, mentre un analogo attacco contro la Tegetthoff non ebbe successo per inconvenienti agli ordigni. L'unità colpita iniziò ad affondare nonostante i tentativi della Tegetthoff di prenderla a rimorchio, capovolgendosi e colando a picco alle 06:12; di conseguenza, l'azione fu sospesa e tutte le unità rientrarono alla base.
Alla conclusione delle ostilità, la flotta austro-ungarica fu requisita dagli Alleati vittoriosi e la Tegetthoff raggiunse Venezia il 22 marzo 1919 senza bandiera e con un equipaggio italiano; qui la corazzata partecipò a una grande parata navale al cospetto del re Vittorio Emanuele III di Savoia per celebrare la vittoria. In conseguenza delle disposizioni del trattato di Saint-Germain-en-Laye del 10 settembre 1919, la Tegetthoff fu assegnata come preda bellica all'Italia con l'obbligo di provvedere alla sua demolizione: la nave rimase ormeggiata a Venezia fino al 1923, quando fu poi trasferita ai cantieri di La Spezia dove fu poi smantellata tra il 1924 e il 1925. Dei vari pezzi della nave, la campana fu montata nel 1942 sull'incrociatore pesante tedesco Prinz Eugen e si trova oggi a Graz, mentre un'àncora e un cannone fanno parte del Monumento al Marinaio d'Italia a Brindisi; un'altra ancora è tutt'oggi esposta davanti alla facciata del Museo storico navale di Venezia, insieme a quella della gemella SMS Viribus Unitis, ed un'ultima è esposta a Roma all'ingresso ammiragli dello Stato maggiore della Marina sempre insieme a una della SMS Viribus Unitis. La cisterna dell'acqua potabile, finemente lavorata con ottoni, è stata divisa in due sezioni ed è attualmente all'ingresso del Comando delle Scuole ad Ancona dove vi sono anche alcuni mobili in legno e cristallo e le luci di navigazione.  I cannoni Škoda 30,5 cm K10 e Škoda 15 cm K10 vennero recuperati ed armarono le batterie costiere della Regia Marina e della MILMART.